# Ојстер Беј (село, Њујорк)
Ојстер Беј (енгл. Oyster Bay) насељено је место без административног статуса у америчкој савезној држави Њујорк.

## Демографија
По попису из 2010. године број становника је 6.707, што је 119 (-1,7%) становника мање него 2000. године.
| Група             | 2000.         | 2010.         |
| Белци             | 5.586 (81,8%) | 5.082 (75,8%) |
| Афроамериканци    | 216 (3,2%)    | 223 (3,3%)    |
| Азијати           | 120 (1,8%)    | 196 (2,9%)    |
| Хиспаноамериканци | 836 (12,2%)   | 1.119 (16,7%) |
| Укупно            | 6.826         | 6.707         |